# Томас Масюліс
Томас Масюліс (19 вересня 1975) — литовський баскетболіст.
Бронзовий призер Олімпійських Ігор 2000 року.
Як тренер: срібний призер Молодіжного чемпіонату Європи (U-20) 2016 року.